# Кавер-исполнитель
Кавер-исполнитель — музыкант, специализирующийся на исполнении кавер-версий музыкальных композиций. Музыкальная группа с подобной специализацией называется кавер-группой (англ. cover band).

## Кавер-группа
Количество участников таких кавер-группы может быть различным, но в их составе обязательно присутствуют музыканты, играющие на барабанах, клавишных, бас-гитаре, ритм-гитаре, а также вокалисты. Если группа специализируется на исполнении репертуара конкретного исполнителя, то её называют «трибьют-группой». Многие молодые коллективы в начале своей карьеры сосредотачивают усилия на каверах известных артистов, что помогает им набраться опыта для дальнейшего исполнения собственных, оригинальных композиций.
Артист или группа может дебютировать как кавер-исполнитель (например, The Rolling Stones, U2, Apocalyptica, HIM, The Rasmus, What About Bill?), но в дальнейшем начать исполнять оригинальный музыкальный материал собственного сочинения или несобственного, но написанный специально для него. Большинство рок-музыкантов в начале своего музыкального пути проходит стадию кавер-исполнителей, набираясь опыта. Однако существуют и вполне «зрелые» кавер-группы, поставившие исполнение каверов своей основной задачей и имеющие мировую известность, например британская Scorpions-трибьют-группа Scopyons или группа Brit Floyd, избравшая своим кумиром, соответственно, британскую группу Pink Floyd.
Большее распространение получил более универсальный формат, не ограничивающий себя рамками определённой оригинальной музыкальной группы или стиля. Такие коллективы свободно ориентируются в разных направлениях, исполняя композиции как «рокеров», так и популярных артистов, включая в свою концертную программу лаундж или джазовые «фоновые» композиции, демонстрируя технические возможности музыкантов и эмоциональный посыл.
Сегодня кавер-коллективы чаще работают не на рок-сцене, а области джаза, блюза, эстрады и R’n’B.
В зависимости от предлагаемого репертуара кавер-группы можно разделить на несколько типов. В англоязычной терминологии также встречаются названия веддинг-бэнд (от wedding — свадьба), пати-бэнд (от party — праздник, вечеринка) и фанкшен-бэнд (от function — приём).

### Веддинг-бэнды
Веддинг-бэнд (англ. wedding band — «свадебный оркестр») — музыкальный коллектив, который специализируется на исполнении популярных хитов на свадебных торжествах. Репертуар таких групп включает в себя большое разнообразие песен, привычных для восприятия среднестатистического слушателя и наиболее подходящих для танцев. В рабочем арсенале веддинг-бэнда всегда присутствуют как медленные композиции, так и зажигательные хиты. Кроме этого, такие коллективы умеют исполнять специальные композиции, предназначенные для романтического танца новобрачных. Традиционный режим работы веддинг-бэнда представлен тремя отделениями по 40-45 минут. Они могут формировать список песен самостоятельно, ориентируясь на настроение гостей, или же заранее предоставлять заказчику свой рабочий плейлист с целью выбора наиболее подходящих композиций. Веддинг-кавер-группы часто работают с концертмейстером и квартетами классической музыки.

### Пати-бэнды
Пати-бэнды — заводные музыкальные коллективы, название которых происходит от английского слова «party» (вечеринка). Их плейлист включает в себя современные, энергичные танцевальные композиции в поп-, рок-жанрах, хиты 80-х и 90-х. В репертуаре таких коллективов есть специально подготовленные программы под каждое конкретное торжество — будь то Новый год, 8 марта, День Защитника Отечества или свадебная вечеринка. Вокалист пати-бэнда, помимо своей основной миссии, является одновременно ведущим, развлекательным персонажем, а также конферансье.

### Фанкшен-бэнды
Фанкшен-бэнды — музыкальные проекты, исполняющие джазовые и лаунжевые композиции, основная роль которых сведена к дополнению светских раутов или важных встреч ненавязчивым музыкальным сопровождением. Такие группы готовы к продолжительным выступлениям, а их репертуар, как правило, включает в себя как ненавязчивые, лёгкие инструментальные композиции, так и рояльные пассажи. Фанкшен-бэнды со своей сдержанной энергетикой и лёгким аккомпанементом считаются дополнением форумов, презентаций, корпоративов и конференций.

### Трибьют-группа
Если кавер-группа специализируется на исполнении произведений одного коллектива, то она называется трибьют-группа.
Не следует путать трибьют-группы с т. н. группами-подражателями. Репертуар последних не ограничен репертуаром «прототипа» и может даже вовсе не включать песен кумира, но старательно копируется звучание, манера игры и пения, имидж оригинала. Такие коллективы редко имеют международный успех, хотя есть и исключения, например, группа Kingdom Come задумывалась её основателем как разовый проект в духе Led Zeppelin, но впоследствии выросла в самостоятельный коллектив с мировой популярностью. В СССР тоже были группы-подражатели, например, «Ночь», копирующая американскую рок-группу Kiss.

## Каверы песен и авторское право
Каждый кавер-исполнитель по-своему переосмысливает авторскую версию, и результат напрямую связан с качеством переосмысления. Независимо от того, будет ли песня полностью переработанной или же во всём копировать оригинал, она в любом случае останется узнаваемой. В связи с этим каверы не являются автономным произведением. В данном случае, чтобы избежать нарушений авторских прав, недостаточно указать имя автора. Кавер-группа должна использовать чужие композиции только в случае разрешения со стороны правообладателя или по истечении сроков правовой охраны произведения.
В некоторых государствах окончание срока действия авторских прав наступает спустя 50 или 70 лет после смерти правообладателя. В таких случаях предоставление прав на использование композиций остаётся за правообладателями до истечения срока охраны. В целом только в случае с применением оригинальной аранжировки, изменения гармонической и ритмической составляющей кавер-версии приобретают статус творческой переработки.